# 保羅·吉普瑟
保羅·吉普瑟（德語：Paul Zipser，1994年2月18日—），德國籃球運動員。他曾在效力於NBA的芝加哥公牛。他也代表德國國家籃球隊參賽。

## 外部連結
- 保羅·吉普瑟在fiba.basketball（英语）
- 保羅·吉普瑟在archive.fiba.com（archived）（英语）
- 保羅·吉普瑟在NBA（英语）
- 保羅·吉普瑟在歐洲籃球聯賽（英语）
- 保羅·吉普瑟在西班牙篮球甲级联赛（球員）（西班牙语）
- 保羅·吉普瑟在德國籃球甲級聯賽（德语）
- 保羅·吉普瑟在Basketball-Reference.com（NBA）（英语）
- 保羅·吉普瑟在Basketball-Reference.com（NBA G聯盟）（英语）
- 保羅·吉普瑟在Basketball-Reference.com（國際）（英语）
- 保羅·吉普瑟在ESPN（NBA）（英语）
- 保羅·吉普瑟在Eurobasket.com（球員）（英语）
- 保羅·吉普瑟在RealGM（英语）
- 保羅·吉普瑟在Proballers（英语）